# Landelius konditori

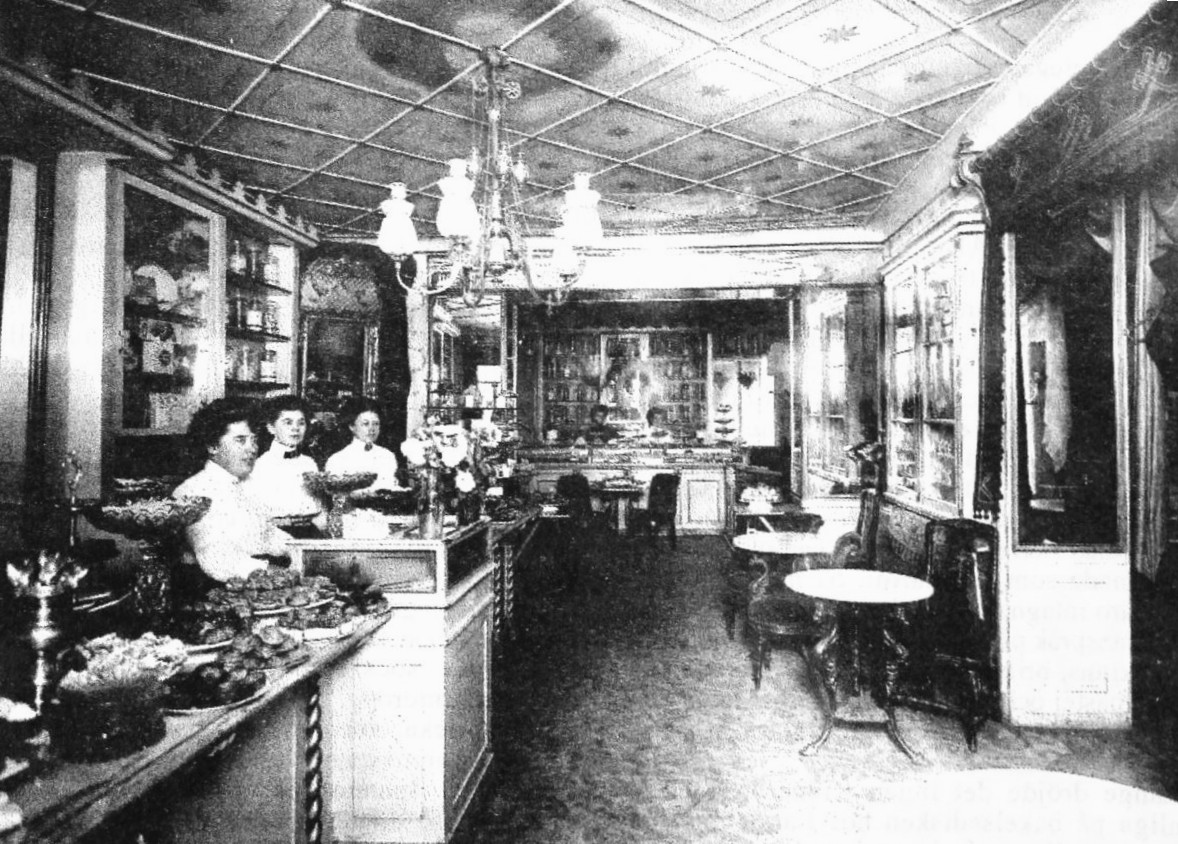
Interiör från Storkyrkobrinken 9, 1910.

Landelius konditori var under flera decennier ett av Stockholms mest kända konditorier. Verksamheten öppnades 1858 av hovkonditorn Johan Conrad Landelius vid Storkyrkobrinken i Gamla stan och var hovkonditori. Efter 1910 låg Landelius på Strandvägen 7, 1923 lades verksamheten ner. 

## Historik

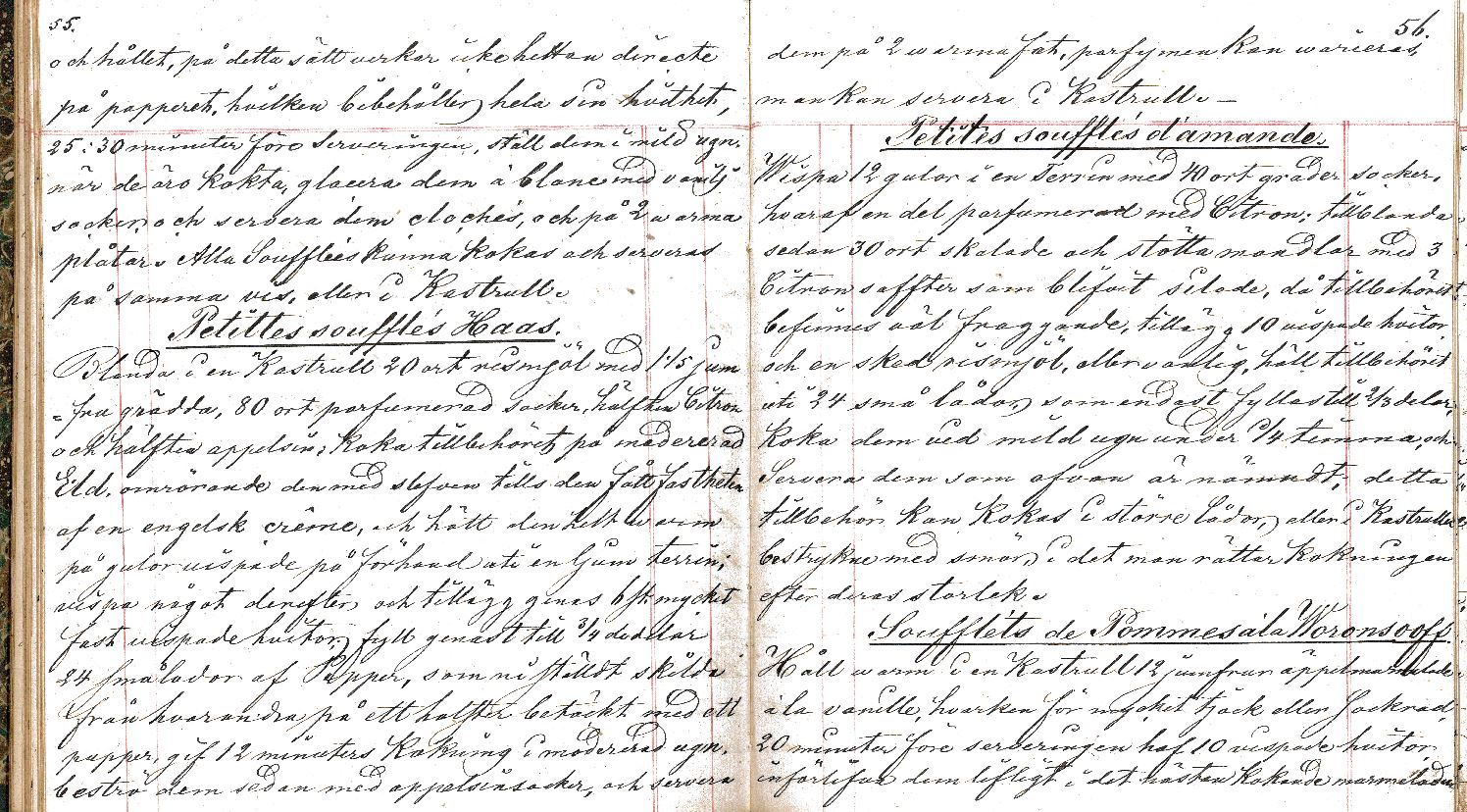
Recept på Petites soufflés d'Amande nedtecknat av hovkonditorn Johan Conrad Landelius.

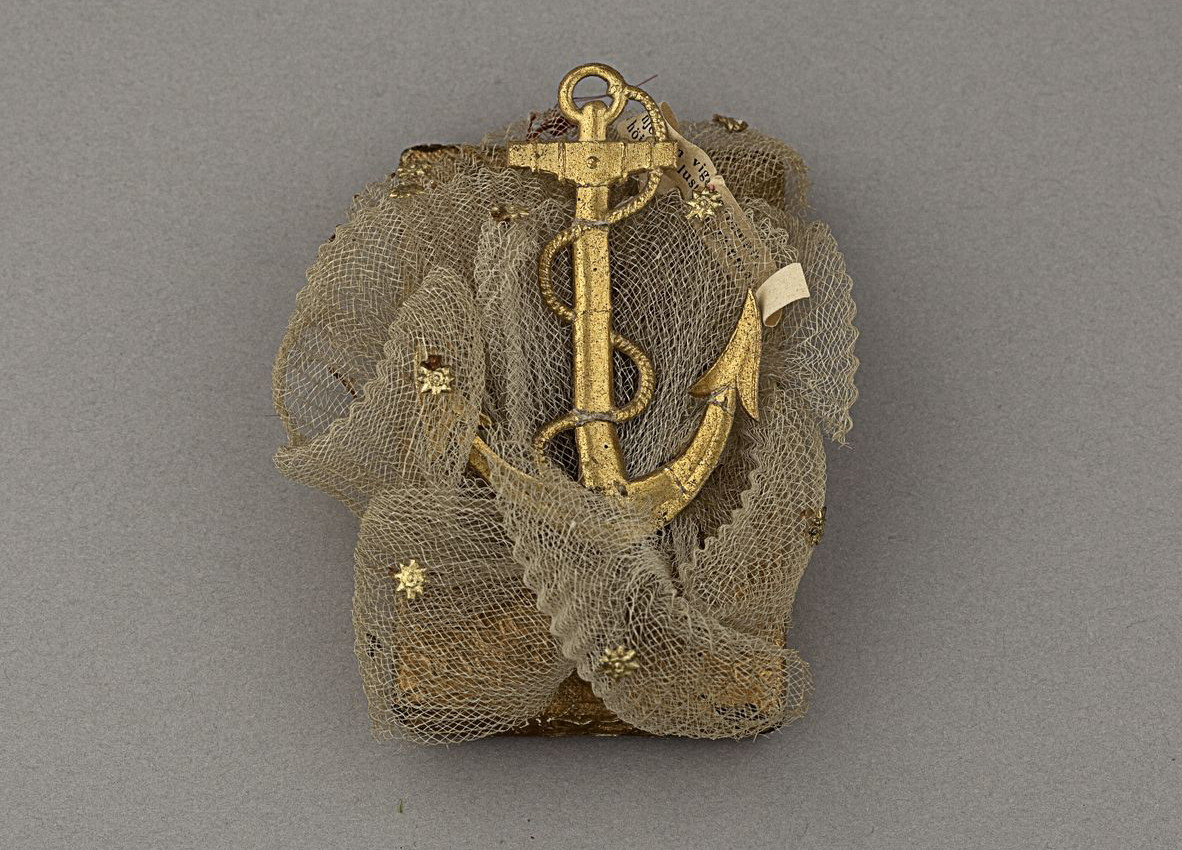
Bröllopskonfekt från Landelius.

Landelius föddes 23 november 1823 i Risinge socken, Östergötland. Efter att ha innehaft olika anställningar i landsorten, bland annat i Västerås, blev han antagen som konditor vid Oscar I:s ekonomistat i november 1852. Genom talrika resor till Paris, Wien och tyska städer höll han sig informerad om utvecklingen och nyaste trender i branschen. 1858 öppnade Landelius sitt första konditori på Storkyrkobrinken 9 i Gamla stan. 
Konditoriets produkter såldes utöver till kungliga hovet även till en rad välkända restauranger i Stockholm, bland dem Grand Hotel, Hotel Rydberg, Hotell Continental, Bacci Wapen och Djurgårdsbrunns värdshus. Stockholms välsituerade privatpersoner hörde också till kunderna, bland andra Arthur Thiel, Knut Wallenberg, Axel Johnson och Isaac Hirsch. Oskar II gjorde regelbundna besök i konditoriet vid jultiden, då fanns ett särskilt bord med fotogenlampa och bläckställ. Där satt kungen och skrev en julklappslista för hovets personal som skulle få några av konditoriets sötsaker. Till Landelius’ specialiteter hörde bland annat krokan som levererades till drottning Sofias jämna födelsedagar och vid nyår. 
Det dröjde dock länge innan wienerbröd kunde erbjudas. Wienerbröd skulle man köpa hos bagaren, ansåg Landelius. Han räknade sig själv till yrket sockerbagare som tillverkade konfekt, karameller, glass, krokaner och tårtor. Hos Landelius kunde man köpa bakelser av allehanda slag, glassbomber, hemgjord choklad, franska bon-bons, tebröd och sockerbröd. Landelius tillverkade även så kallad högtidskonfekt som såldes till dop, bröllop eller begravning. Firman annonserade inte ofta, utom på senhösten när kanderad eller glaserad frukt anlände från Frankrike. Från Frankrike importerades även bonbonierer och från Tyskland och Schweiz kom stora trälådor med choklad. 
Efter Landelius död 1907 drevs verksamheten vidare av familjen. I oktober 1910 tvingades rörelsen flytta till nybyggda Strandvägen 7, men för att behålla anknytningen till det ursprungliga konditoriet inrättades en filial vid Storkyrkobrinken 16. Lokalen på Storkyrkobrinken 9 övertogs av ölstugan Zum Heidelberg som existerade fram till 1922 då den fransk-belgiske kocken Jules Claude Cattelin öppnade Restaurant Cattelin.
Familjen Landelius sålde verksamheten 1917 men konditoriet fanns kvar vid Strandvägen fram till 1923. På 1930-talet fanns återigen Landelius konditori, denna gång i gallerian i Centrumhuset vid Kungsgatan.

## Interiör från Strandvägen 7

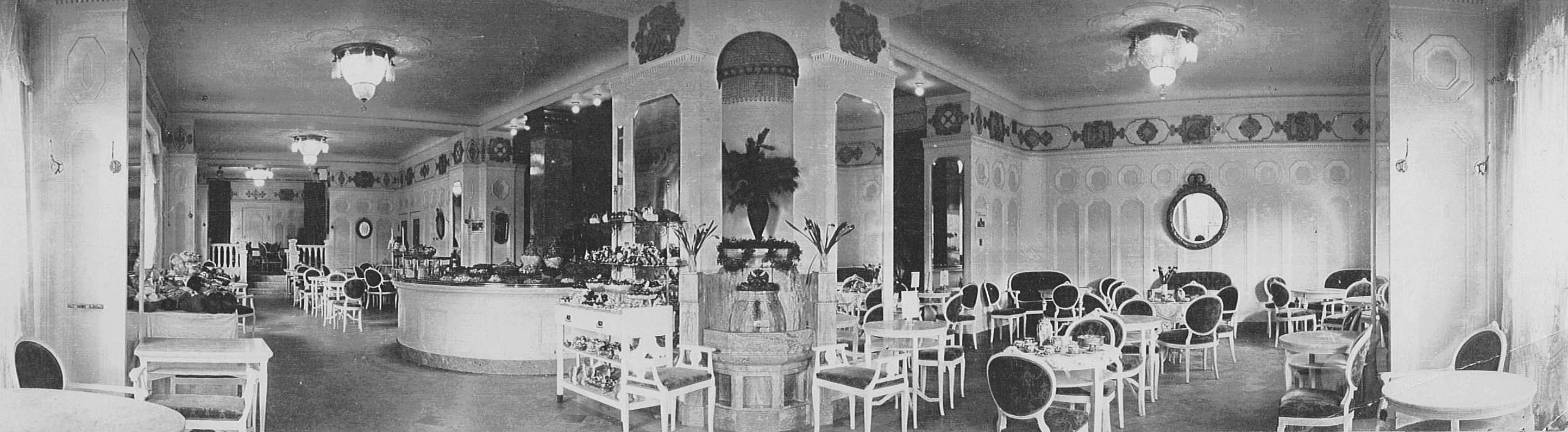